# شمعة (مستوطنة)

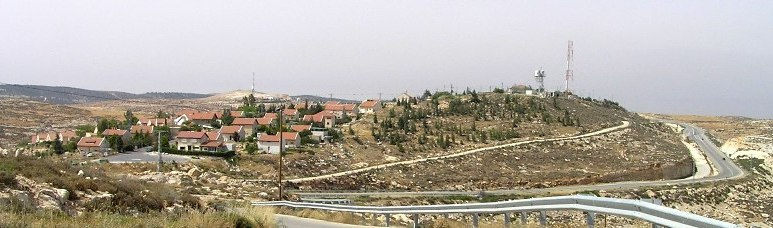
مستوطنة شمعة في مايو 2006

شمعة (بالعبرية: שמעה) مستوطنة إسرائيلية تقع بين بلدتي الظاهرية والسموع وقد تم تأسيسها في عام 1985، وهي ترتفع 615 متر عن سطح البحر، ويقطنها 585 مستوطن في عام 2015.